# Velcí Finové
Soutěž Největší Fin (orig.: Suuret suomalaiset, Velcí Finové) proběhla ve Finsku v prosinci 2004. Diváci a posluchači YLE v ní vybírali 100 největších Finů. Ze soutěže vyšel vítězně finský národní hrdina a jeden ze zakladatelů Finska, maršál Mannerheim.

## 100 největších Finů v roce 2004

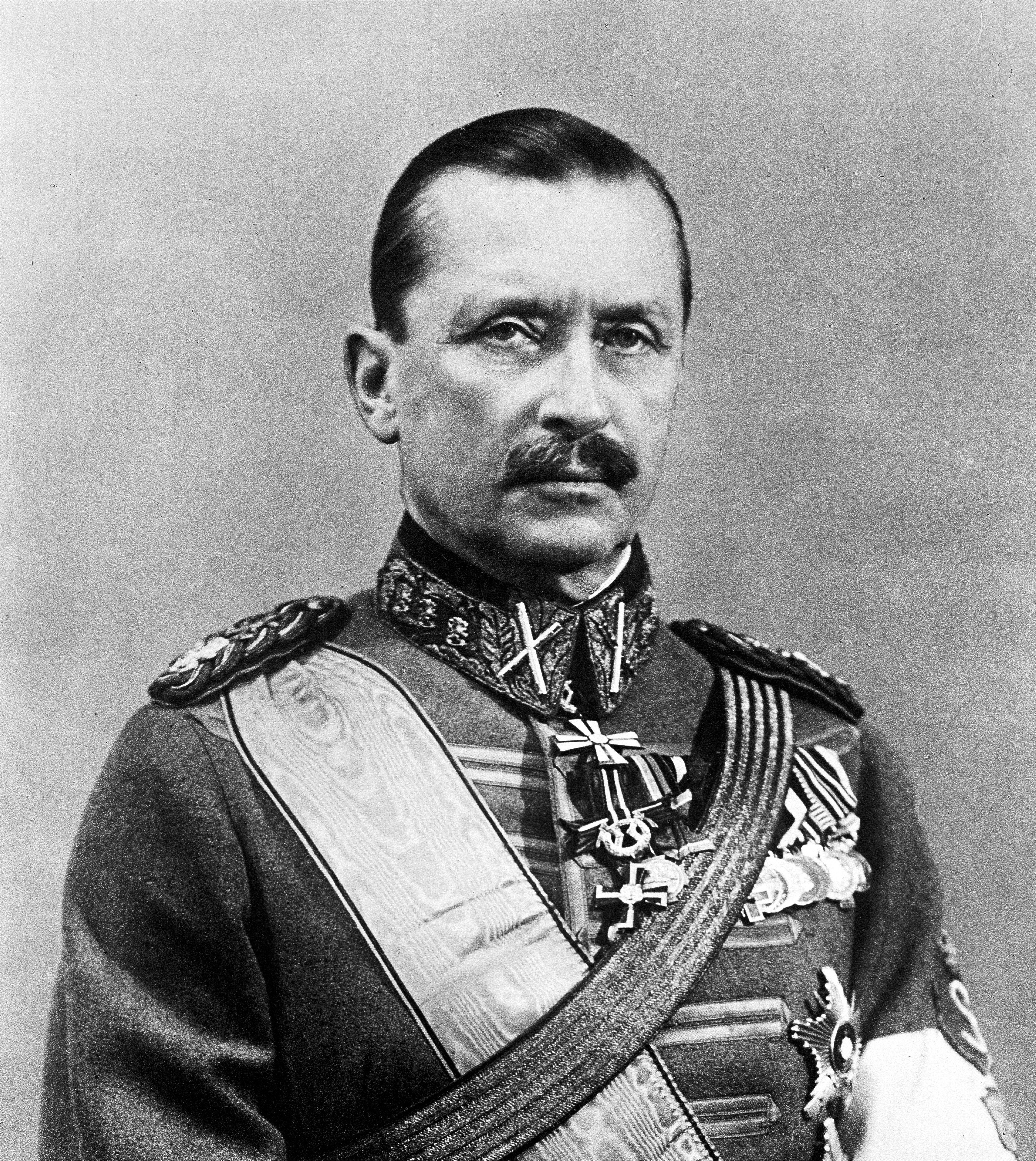
Carl Gustaf Emil Mannerheim

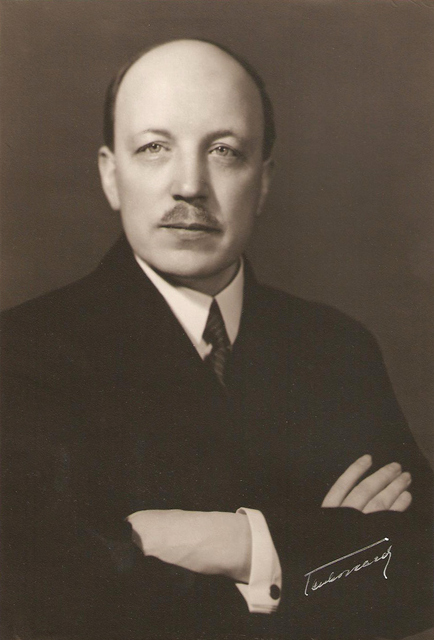
Risto Ryti

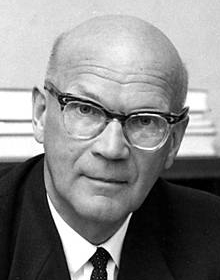
Urho Kekkonen

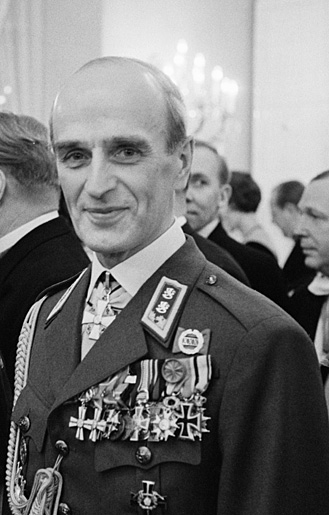
Adolf Ehrnrooth

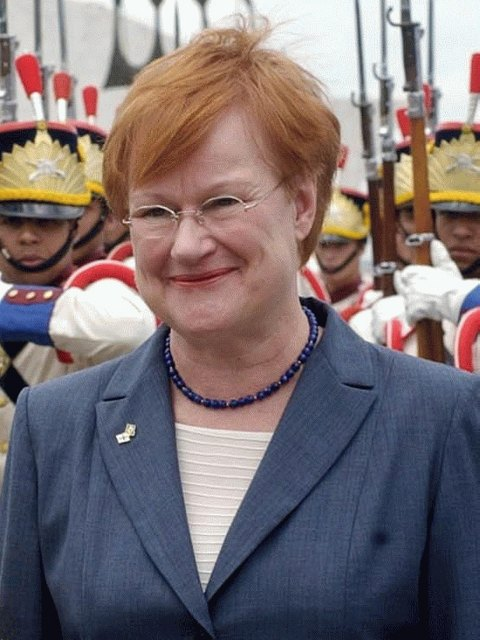
Tarja Halonenová

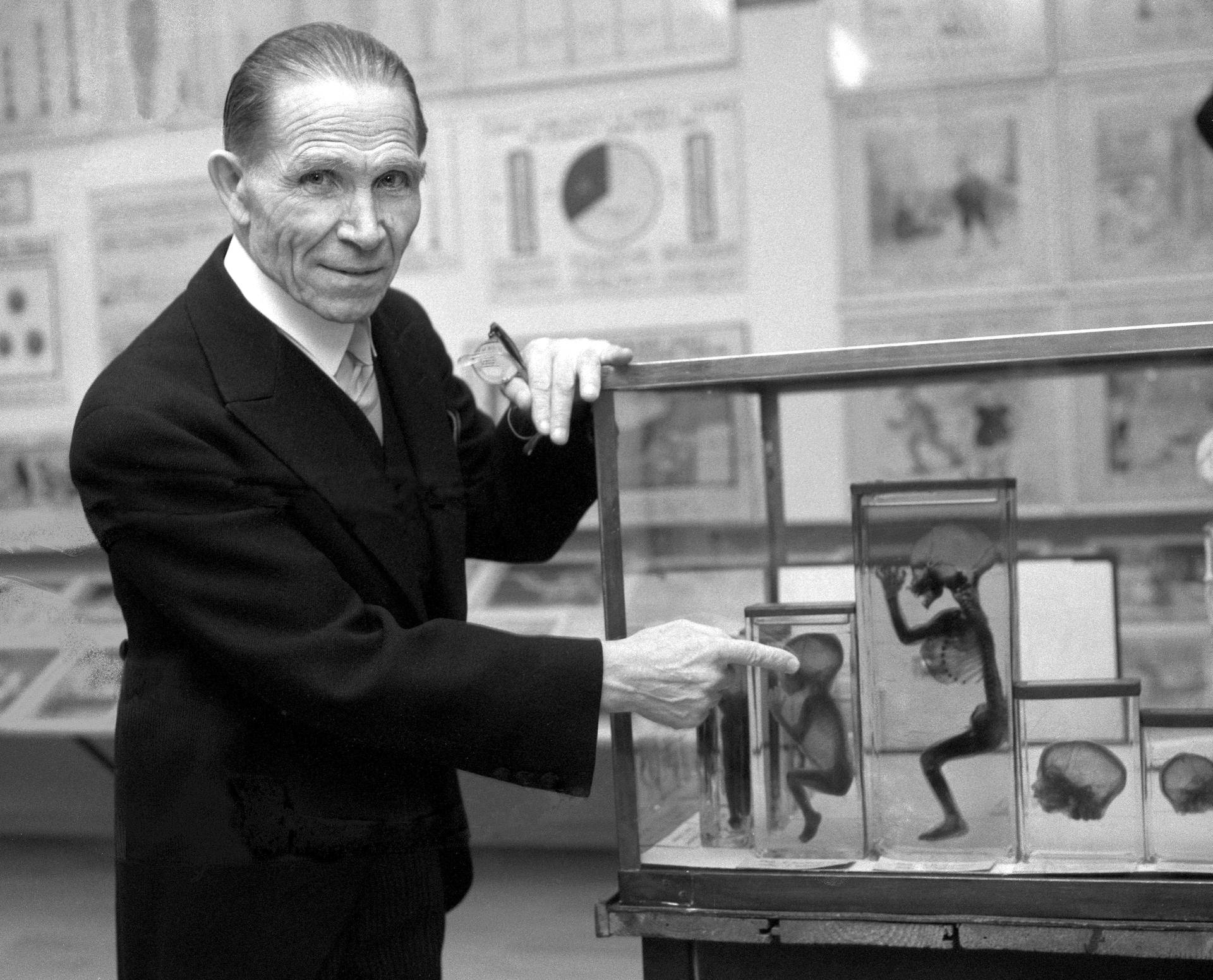
Arvo Henrik Ylppö

1. Carl Gustaf Emil Mannerheim (104 244 hlasů)
2. Risto Ryti (80 790 hlasů)
3. Urho Kaleva Kekkonen (57 456 hlasů)
4. Adolf Erik Ehrnrooth (27 477 hlasů)
5. Tarja Halonenová (26 536  hlasů)
6. Arvo Ylppö (22 136 hlasů)
7. Mikael Agricola (15 974 hlasů)
8. Jean Sibelius (15 397 hlasů)
9. Aleksis Kivi (7 622 hlasů)
10. Elias Lönnrot (6 099 hlasů)
11. Matti Nykänen
12. Väinö Myllyrinne
13. Ville Valo
14. Lalli
15. Väinö Linna
16. Linus Torvalds
17. Pertti „Spede“ Pasanen
18. Pentti Linkola
19. Tove Janssonová
20. Veikko Hursti
21. Paavo Nurmi
22. Minna Canth
23. Juho Kusti Paasikivi
24. Johan Vilhelm Snellman
25. Hertta Kuusinenová
26. Arto Saari
27. Miina Sillanpää
28. Väinö Tanner
29. Lucina Hagman
30. Christfried Ganander
31. Mika Waltari
32. Mika Häkkinen
33. Alvar Aalto
34. Eugen Schauman
35. Tapio Rautavaara
36. Eino Leino
37. Jaakko Pöyry
38. Otto Ville Kuusinen
39. Juice Leskinen
40. Anders Chydenius
41. Uno Cygnaeus
42. Jari Litmanen
43. Katri Helena Kalaoja
44. Fanni Luukkonen
45. Anneli Jäätteenmäkiová
46. Karl Fazer
47. Kaarlo Juho Ståhlberg
48. Mauno Koivisto
49. Helene Schjerfbecková
50. Reino Helismaa
51. Jorma Ollila
52. Lauri Törni
53. Georg Henrik von Wright
54. Arndt Pekurinen
55. Tauno Palo
56. Akseli Gallen-Kallela
57. Johan Ludvig Runeberg
58. Kyösti Kallio
59. Paavo Ruotsalainen
60. Lars Levi Laestadius
61. Lasse Virén
62. Helvi Sipiläová
63. Yrjö Kallinen
64. Artturi Ilmari Virtanen
65. Nils-Aslak Valkeapää
66. Armi Kuusela
67. Pehr Evind Svinhufvud
68. Aki Kaurismäki
69. Kalle Päätalo
70. Paavo Lipponen
71. Aurora Karamzin
72. Zachris Topelius
73. Alli Vaittinen-Kuikka
74. Simo Häyhä
75. Jaakko Ilkka
76. Arto Javanainen
77. Leena Palotie
78. Karita Mattila
79. Veikko Hakulinen
80. Helle Kannila
81. Olavi Virta
82. Hannu Salama
83. Irwin Goodman
84. Laila Kinnunen
85. Arvi Lind
86. Kirsti Paakkanen
87. Larin Paraske
88. Mathilda Wrede
89. Erno Paasilinna
90. Antti Tuisku
91. Annikki Tähti
92. Elisabeth Rehn
93. Esa Saarinen
94. Maiju Gebhard
95. Kalevi Sorsa
96. Aksel Fredrik Airo
97. Lauri Ylönen
98. Raimo Helminen
99. Armi Ratia
100. Veikko Sinisalo